# 論惟貞
论惟贞（?—?），名瑀，字惟贞，以字行，唐朝将领，本吐蕃人。高祖父是吐蕃大相禄东赞，曾祖父论欽陵，祖父論弓仁。
论惟贞志向远大。開元末年，為左武衛將軍。唐肅宗在靈武，论惟贞以衛尉少卿到綏州、銀州募兵，一时间得衆數萬。從還鳳翔，转任光祿卿，為元帥前鋒討擊使。与叛军在陝州作戰，以功進升为殿中監。
759年，史思明在河陽攻打李光弼，周摯率兵二十萬列陣城下，李光弼命令部将郝廷玉到西北面坚守。命令论惟贞去东南面守卫。论惟贞说自己是蕃將，不知步戰，請鐵騎三百，李光弼只给了他二百。论惟贞从早上到中午，苦戰破敌。李光弼上表推荐论惟贞為開府儀同三司。李光弼討史朝義，以论惟貞守徐州。叛將謝欽讓據陣，假授論惟貞潁州刺史，論惟貞斬叛將，叛军降者萬人。封蕭國公，實封百戶。李光弼得病，上表请论惟贞代替自己。擢升为左領軍衛大將軍，為英武軍使，去世。